# Estatua de la Emperatriz Josefina
La Estatua de la Emperatriz Josefina (en francés: Statue de l'impératrice Joséphine) fue un monumento de mármol blanco realizado a la memoria de Josefina de Beauharnais y situado en la Plaza de la Savane en Fort-de-France, Martinica un territorio de Francia en el Mar Caribe.
Un primer proyecto de creación de una estatua a la memoria de Josefina de Beauharnais, nacida en la isla como Marie Rose Tascher de Pagerie, quien como esposa de Napoleón fue emperatriz de los franceses desde 1802 hasta 1809, se remonta a 1837.
No fue sino hasta el Segundo Imperio que se pudo ver el renacimiento del proyecto, cuando el emperador Napoleón III lanzó una suscripción en Martinica para financiar el monumento y donó 12.000 francos. El primer boceto en estatua de yeso se mostró el 15 de mayo de 1855 en la Exposición Universal de París. La estatua obra del escultor Gabriel Vital Dubray fue inaugurada en 1859, y nombrada monumento histórico de Francia desde 1992.

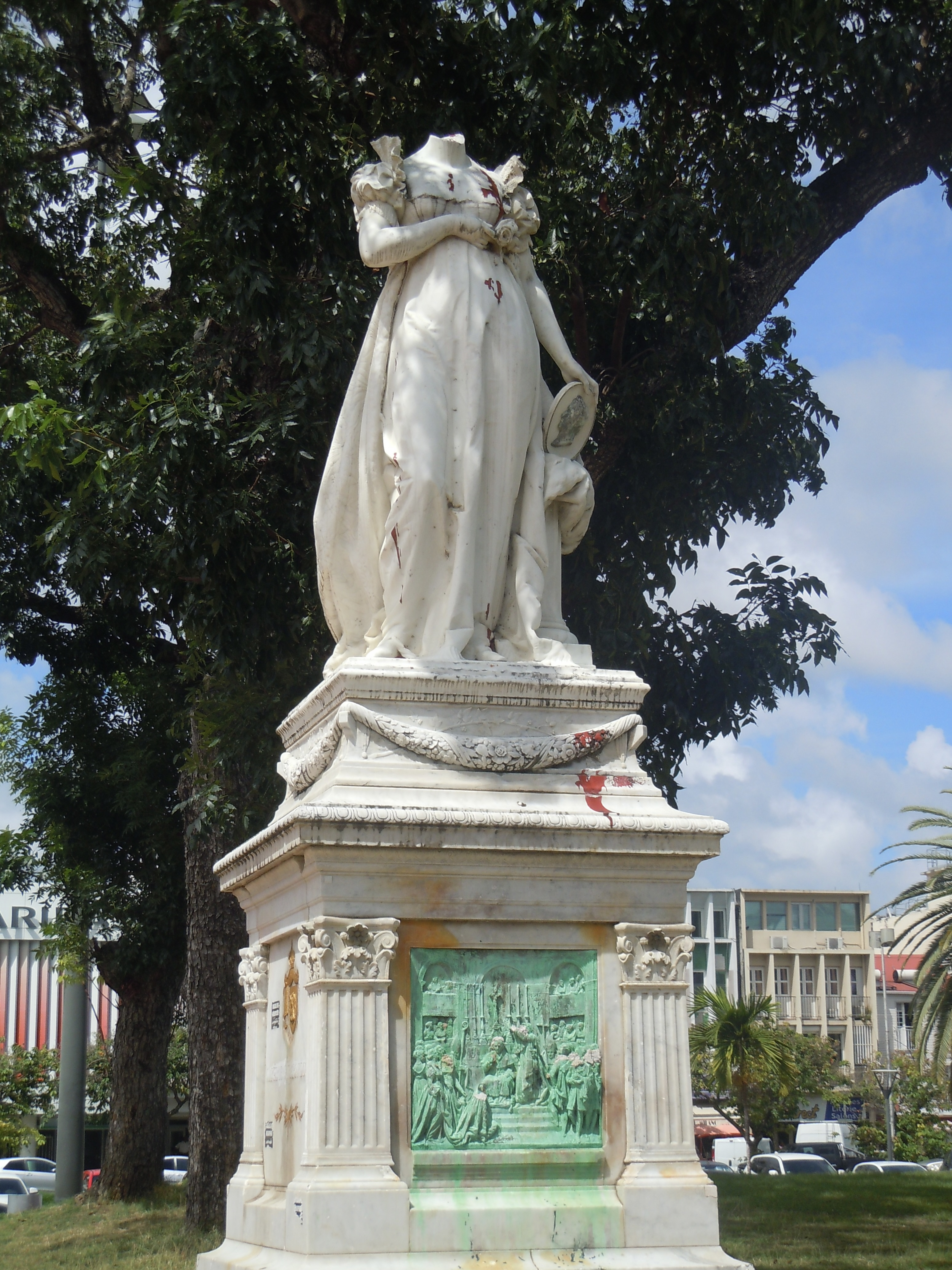
La estatua sin cabeza, 1998.

El 21 de septiembre de 1991 la estatua apareció decapitada y su cabeza nunca fue encontrada. El 26 de julio de 2020, la estatua sin cabeza resultó destruida al ser derribada por "manifestantes contra el racismo" durante las protestas posteriores a la Muerte de George Floyd. El acto no fue condenado por las autoridades, y una fuente policial dijo a la prensa que habían recibido órdenes de no interferir con los manifestantes. Casi al mismo tiempo, estos también derribaron otra estatua cercana de Pierre Belain d'Esnambuc, erigida en 1935, y unos meses antes, en abril, habían destruido dos estatuas de Victor Schoelcher, alegando que las autoridades deberían honrar a los líderes negros de la emancipación en lugar de a los de la época colonial.